# Олена Хмельницька (донька Богдана Хмельницького)
Олена Хмельни́цька, відома також під іменами Стефанія, Степанида (? — ?) — одна із двох відомих доньок Богдана Хмельницького. В 1930-х роках Мирон Кордуба в статті до Польського біографічного словника про її батька стверджував про її родинний зв'язок з Катериною, шлюб із Данилом Виговським, потім — з Павлом Тетерею.
В середині 1650 р. вступила в шлюб з полковником Іваном Нечаєм (братом Данила Нечая). 4 грудня 1659 під час облоги Бихова разом з чоловіком потрапила у російський полон. Їх було заслано до Сибіру (у Тобольськ). Подальша доля, за одними джерелами, невідома. Ярослав Дашкевич стверджував, що вона у 1664 році перейшла на бік опонентів чоловіка-гетьмана Павла Тетері, які влаштували повстання проти нього, за що була вивезена до Польщі.

## Вшанування пам'яті
- З'являлася в фільмі Гетьманські клейноди (режесер Осика Леонід Михайлович) її роль виконала Єфименко Людмила Пилипівна.